# Gros vaisseau

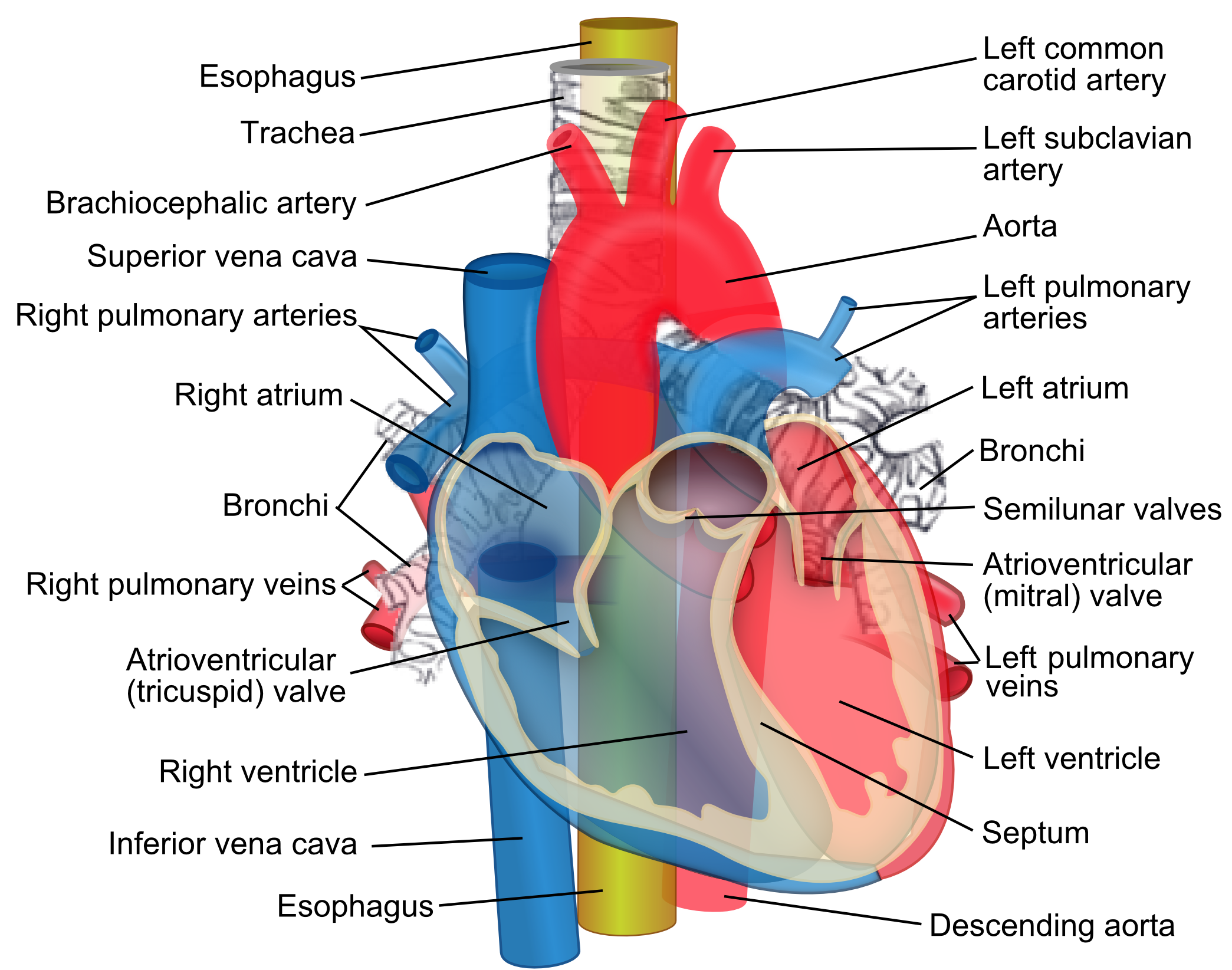
Vue antérieure du cœur, avec tous les gros vaisseaux étiquetés.

Les gros vaisseaux sont les gros vaisseaux qui transportent le sang vers et depuis le cœur. Ce sont ,,:
- La veine cave supérieure
- La veine cave inférieure
- Les artères pulmonaires
- Les veines pulmonaires
- L'aorte

La transposition des gros vaisseaux est un groupe de malformations cardiaques congénitales impliquant une disposition spatiale anormale de l'un des gros vaisseaux.